# Новозеландские тройнозубые акулы
Новозеландские тройнозубые акулы (Gollum) — род хрящевых рыб семейства ложнокуньих акул отряда кархаринообразных. В настоящее время известно 3 вида, принадлежащих к этому роду, из которых описано 2.  У этих акул тонкое вытянутое тело. Не являются объектом коммерческого промысла.

## Таксономия
В 1973 году Леонард Компаньо предложил отделить новозеландскую тройнозубую акулу от рода тройнозубых акул (Triakis) и отнести её к новому роду, назвав его в честь Голлума — одного из ключевых персонажей произведений Джона Р. Р. Толкина «Хоббит, или Туда и обратно» и «Властелин Колец», «на которого эта акула походит формой и привычками». Он отнёс род к семейству ложнокуньих акул, отметив, однако, существенное анатомическое сходство с мелкозубой акулой (Pseudotriakis microdon). В то время Компаньо считал, что род мелкозубых акул (Pseudotriakis) является единственным членом семейства ложнокуньих акул (Pseudotriakidae) на основании аутопоморфии. Ранее он и ряд авторов в большей степени склонялись к объединению род новозеландских тройнозубых акул и рода мелкозубых акул внутри семейства ложнокуньих акул.  Эта систематизация была пересмотрена в 2006 году на основании филогенетического анализа, проведенного Хуаном Андре Лопесом и его коллегами, в ходе которого был обнаружен высокий уровень генетического сходства. В результате была образована побочная клада, отдельная от рода полосатых кошачьих акул (Proscyllium).

## Виды
- Gollum attenuatus Garrick, 1954
- Gollum suluensis Last & Gaudiano, 2011
- Gollum sp. B (не описан)